# بيا فورتزباخ
بيا فارتزباخ (بالألمانية: Pia Wurtzbach) هي ممثلة وعارضة أزياء ومذيعة وكاتبة ألمانية فلبينية ولدت في يوم 24 سبتمبر 1989 في مدينة شتوتغارت في ألمانيا لأب ألماني وأم فلبينية، مثلت الفلبين في مسابقة ملكة جمال الكون 2015 وفازت باللقب ملكة جمال الكون في يوم 21 ديسمبر 2015، كما أنها الفائزة بلقب ملكة جمال الفلبين لسنة 2015.

## روابط خارجية
- بيا فورتزباخ على موقع IMDb (الإنجليزية)
- بيا فورتزباخ على موقع قاعدة بيانات الفيلم (الإنجليزية)